# Château de la Grandière
Pour les articles homonymes, voir De la Grandière.
 (octobre 2015).
Si vous disposez d'ouvrages ou d'articles de référence ou si vous connaissez des sites web de qualité traitant du thème abordé ici, merci de compléter l'article en donnant les références utiles à sa vérifiabilité et en les liant à la section « Notes et références ».
Le château de la Grandière est un château situé à Grez-Neuville, en France.

## Localisation
Le château est situé dans le département français de Maine-et-Loire, sur la commune de Grez-Neuville. La commune est traversée par la Mayenne.
Sur la rive droite se trouve l'ancienne église de Saint-Martin de Vertou (XIIe siècle), édifice inscrit que l'on voie au centre de l'ancien village de Neuville où furent inhumés dans l'ancienne chapelle seigneuriale des La Grandière (Sainte-Catherine) attenante à l'église un certain nombre des membres de cette famille du XIV° au XVIIe siècles.
Sur la rive gauche, du côté de Grez, se trouve le château de La Grandière, l'autre monument historique de la commune. Situé à environ 1,7 km du centre, sur la route de Sceaux d'Anjou, on y accède par le chemin Roger de La Grandière à partir duquel le château est fléché. La barrière d'accès de l'allée principale bordée de platanes centenaires taillés en voûte se trouve ensuite à 1 km de ce chemin sur la gauche.
Au bout de l'allée, on aperçoit le châtelet d'Entrée du XVIe siècle qui commande l'accès à la cour d'honneur et au logis principal (XVIIIe siècle) surmonté d'un perron devant un avant-corps central de forme violonée. L'ensemble est entouré de douves en eau qui sont elles-mêmes encadrées par une allée de buis tricentenaires donnant accès à plusieurs rotondes de charme repartant à angle droit vers d'autres allées de tilleuls taillés en paliers bordés de buffets de charmes.
Le jardin-potager d'un hectare clos de murs est alimenté par un château d'eau installé au XIXe siècle qui dessert des bassins servant à alimenter les plates-bandes aujourd'hui remplacées par une belle allée de fleurs annuelles dont s'occupe la propriétaire après avoir fait elle-même ses semis dans la serre.

## Historique
Jacques de La Grandière, actuel propriétaire du château de famille, représente la 34e génération d'une lignée qui commence à être mentionnée en 1150, sur une motte féodale située dans le bois Grandière sur la commune de Grez-Neuville. Elle s'installa postérieurement dans une closerie (actuelle ferme de La Grandière) et prit possession des lieux formés aujourd'hui par le château à partir du XVIe siècle.
En 1400, Charles de La Grandière est seigneur de Montgeoffroy et en 1470, une branche cadette de la famille de La Grandière s'est installée au château de Montgeoffroy sur la commune de Mazé où Guillaume de La Grandière construira en 1540 la chapelle Sainte-Catherine. En 1620 René de La Grandière se représente sur le vitrail de la nativité avec les armes de la famille. Après sa mort, en 1676, le château de Montgeoffroy est racheté par le maréchal de Contades dont les descendants l'occupent encore.
La branche aînée des La Grandière a toujours vécu à Grez, dont elle est seigneur depuis Hamelin qui épousa au XIIIe siècle Élisabeth de La Jaille dont tous les La Grandière descendent sans interruption depuis.
L'édifice est inscrit au titre des monuments historiques en 1973.

## Sources
- Généalogie des de La Grandière, 1280-1894, Lachèse (Angers), 1894[2].